# 玛加丽塔·西蒙尼扬
玛加丽塔·西蒙诺芙娜·西蒙尼扬（羅馬化：Margarita Simonovna Simonyan；1980年4月6日—），俄羅斯記者、媒體經理，俄羅斯政府的政治宣傳人物，以其極端言論聞名。她是俄羅斯國家控制的宣傳機構今日俄羅斯電視台（原名Russia Today）和國有國際新聞機構今日俄羅斯的主編。
2022年，西蒙尼扬因「破壞烏克蘭領土完整、主權和獨立的行動和政策」而受到歐盟制裁。

## 早年
西蒙尼扬出生在俄罗斯南部城市克拉斯诺达尔的一个亚美尼亚人家庭。双亲是奥斯曼帝国亚美尼亚难民后裔，其中父亲一方来自特拉布宗，1915年亚美尼亚种族大屠杀期间定居克里米亚，二战时期随上千名赫姆辛族亚美尼亚人迁移至乌拉尔山脉地区，其父后来在斯维尔德洛夫斯克州首府葉卡捷琳堡出生；母亲一方是19世纪末逃离土耳其哈米德大屠殺来到索契的亚美尼亚难民。西蒙尼扬一家在索契阿德勒斯基城区摩尔多瓦镇经营餐馆。
西蒙尼扬早年立志当记者，最初在当地的一家报社工作，后来在库班州立大学学习新闻时转至当地电视台工作。1996年，西蒙尼扬参加美国国务院资助的未来领导人交换生计划，在新罕布什尔州布里斯托生活了一年。在美国的那段时间里，她发现俄罗斯人和美国人“在文化、家庭观、生活方式、待人接物及幽默等层面有非常多共同点”。

## 职业生涯
凭借着第二次车臣战争及俄罗斯南部大洪水期间为地方电视台做的出色报道，西蒙尼扬获得“职业勇气”奖。2002年，担任国营电视台俄罗斯-1地方记者。2004年报道别斯兰人质危机。在人质事件中，西蒙尼扬属于第一批抵达现场的记者，亲眼见证334人（包括186名儿童）被杀害。后来接受采访时，她坦言“那是我经历过最糟糕的事情”，每每想起就会不停流泪。后来她搬到莫斯科，加入克里姆林宫记者团 。
西蒙尼扬是俄罗斯国家电视联盟的首任副主席，也是俄罗斯联邦公众院的成员。2010年，首本著作《前进莫斯科》出版。

### 今日俄罗斯总编

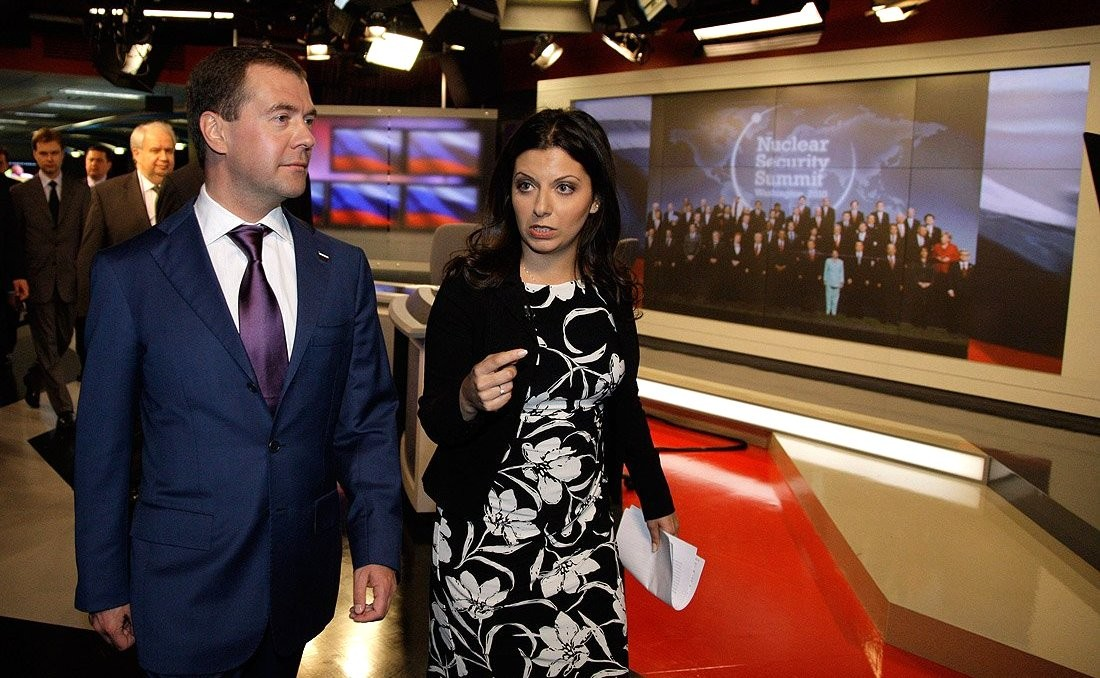
2010年4月，时任俄罗斯总统德米特里·梅德韦杰夫在总编西蒙尼扬的陪同下参观今日俄罗斯办公室

2005年，在新闻行业工作的第八个年头，西蒙尼扬以25岁之龄获任命为RT电视台（时称今日俄罗斯）总编。2008年的一次采访中，西蒙尼扬坦言自己的年龄经常让大家猜测自己是怎么当总编的。莫斯科媒体法律与政策研究院主任、莫斯科国立大学新闻系教授安德烈·里希特认为西蒙尼扬借助广泛的人脉获得任命。作为克里姆林宫的忠实拥护者，西蒙尼扬与总统弗拉基米尔·普京关系密切。
2005年12月10日，RT（时称今日俄罗斯）正式开播，初期记者团队规模达300人，其中约70人为驻外记者。西蒙尼扬经常向媒体解释RT的新闻及政治立场。开播初期，西蒙尼扬表示RT的使命是打造像英国广播公司、有线电视新闻网和欧洲新闻台那样的“专业内容”，“体现俄罗斯对世界的看法”，“更为公正地展现俄罗斯的形象”。她向记者表示，政府不会规定他们要做什么内容，因为“宪法命令禁止政府审查”。后来她告诉《莫斯科时报》，RT只有变得具备挑衅性的时候才会发展，因为争议对电视台的发展至关重要，强调RT从来不把提升莫斯科对外形象作为任务。然而西方媒体一直批评RT存在认知偏见。对此，西蒙尼扬表示：“客观这种东西根本就不存在，只能是大家的声音尽可能接近真相而已”。
2008年南奥塞梯战争期间，西蒙尼扬解释了的RT报道立场。她表示，在所有英语频道中，RT是唯一一个从南奥塞梯的角度进行报道的。记者威尔·邓巴（Will Dunbar）不满电视台淡化俄罗斯的轰炸行动，愤然离开，指控电视台审查内容。对此，西蒙尼扬否认有审查，表示“我们从来不掩盖我们是俄罗斯电视台的事实，所以我们当然要从俄罗斯的角度了解这个事件。从这个意义上讲，我们会做得比（其他电视台）还要真诚。”
2013年12月31日，西蒙尼扬兼任国营通讯社今日俄罗斯总编，同时担任RT电视台和该社的总编职务。
2016年5月，西蒙尼扬被乌克兰总统彼得·波罗申科列入制裁名单，禁止入境乌克兰。

#### 种族歧视奥巴马
2020年11月30日，西蒙尼扬为RT电视台一段被狠批是种族歧视的片段辩护。在片段中，西蒙尼扬的男友蒂格兰·科萨扬与一位涂黑脸扮演前美国总统贝拉克·奥巴马的女演员出镜。西蒙尼扬在其中提到了奥巴马的著作《应许之地》：“你觉得这本书是你的成就吗？”然后女演员回答：“当然啦。”西蒙尼扬又问：“是不是因为你的亲戚没有一个写过书？”女演员又回答：“因为我写这本书的时候，我的亲戚还没有出生”。西蒙尼扬揶揄：“你应该去当说唱歌手，而不是总统。”这个片段出自西蒙尼扬和科萨扬共同编剧的节目《国际锯木厂》（International Sawmill）。事后，西蒙尼扬说这个片段是在反映科萨杨的美国血统。

#### 2022年俄罗斯入侵乌克兰
2021年12月，西蒙尼扬在一场电视辩论表应该用一场小战争能终结七年的“大屠杀”（指顿巴斯战争）。2022年1月，西蒙尼扬否认俄罗斯准备全面入侵乌克兰。然而到2022年2月中，她表示“既然俄罗斯必须要结束这场战争，那还要等什么？”2022年2月23日，西蒙尼扬因“积极宣传俄罗斯兼并克里米亚及顿巴斯分离主义者的行为”，被欧盟列入制裁名单，冻结所有在欧盟的财产、禁止入境。
2022年2月24日俄罗斯入侵乌克兰后，西蒙尼扬高调支持入侵。她在推特上发文称“这是一场标准的阅兵式演练，今年我们一定能在基辅阅兵”，同时嘲笑她会被进一步制裁的人。针对俄罗斯境内的反战抗议，她表示“如果你对身为俄罗斯人感到羞耻，没关系，你可以不当俄罗斯人”。她还称“没人跟乌克兰人打仗！我们是在解放乌克兰！没人会轰炸和平的乌克兰城市！”在3月26日独立电视台的《真相就在你手中》节目中，西蒙尼扬多次提到未经证实的事件，包括乌克兰医生呼吁阉割俄罗斯囚犯、乌克兰“纳粹”准备按照种族挖掉孩子们的眼睛等。

## 爭議

### 评论亚美尼亚局势
2020年7月亞美尼亞－阿塞拜疆武裝衝突期间，西蒙尼扬以激烈言辞指责亚美尼亚当局逮捕前总统罗伯特·科恰良、拒绝承认入侵克里米亚，不断挑衅俄罗斯，认为集体安全条约组织的回应助长了亚美尼亚的“反俄情绪”。后来安全条约组织表示：“（西蒙尼扬）的观点完全和集体安全条约组织秘书处的官方立场相反”。相关言论也受到亚美尼亚社会广泛批评。政治评论员謝爾蓋·帕爾霍緬科批评西蒙尼扬想代表亚美尼亚人。

## 个人生活
西蒙尼扬前夫是记者兼制片人安德烈·布拉戈迪连科，育有一女玛丽安娜，2013年8月出生。2014年9月，西蒙尼扬为俄罗斯亚美尼亚裔导演蒂格兰·科萨扬生下儿子巴格拉特。2018年，西蒙尼扬为科萨杨电影《克里米亚大桥：用爱制造！》编剧。目前两人已结婚。
西蒙尼扬精通俄语和英语。在2012年的采访中，她表示后悔没有学亚美尼亚语。她的家人因为口音差异，不说亚美尼亚语。

## 荣誉
- 友谊勋章（2007年）[40]
- 科林的穆夫希斯勋章（英语：Movses Khorenatsi medal）（2010年）[41]
- 祖国功勋勋章四等（2014年）[42]